# Province de La Rioja (Argentine)
Pour les articles homonymes, voir La Rioja (homonymie).
La province de La Rioja est une subdivision de l'Argentine située au nord-ouest du pays. Elle est limitée au nord-ouest par le Chili, à l'ouest par la province de San Juan, au sud par la province de San Luis à l'est par la province de Córdoba et au nord par la province de Catamarca.

## Histoire
Les premiers habitants de l'actuelle province de La Rioja seraient arrivés aux environs du VIIe millénaire av. J.-C. Ils étaient de même type racial que les Huarpes, et plus tard ils se déplacèrent vers le sud.
Vers 200 avant J.C., les premiers agriculteurs apparurent, apparentés aux types raciaux andins, qui développèrent la dite culture condorhuasi (es). Plusieurs cultures se développèrent par après. C'est vers l'an 300 que se développa la culture de l'Aguada (es), clairement apparentée à la culture Tiahuanaco ou Tiwanaku, située beaucoup plus au nord en Bolivie.
Au XIVe siècle, les habitants agriculteurs de la région étaient des groupes diaguitas. Ils furent conquis et soumis au joug de l'empire inca peu avant l'an 1500. Cependant l'influence culturelle de ces derniers fut relative, principalement à cause de l'éloignement par rapport à la capitale de l'empire, Cuzco, et donc de la région où l'on parlait quechua.
Les diaguitas habitaient ainsi la plus grande partie du territoire de la province, à l'arrivée des conquistadors espagnols.
Le territoire actuel de la province fut au départ rattaché au Chili. Après la création de la Vice-royauté du Pérou par real cédula de 1543, le territoire fut intégré au sein de cette vice-royauté.
Les premiers Espagnols qui entrèrent dans le territoire étaient dirigés par Juan Núñez de Prado, en 1553. En 1564 fut fondée la Gobernación del Tucumán, sous le nom de San Miguel de Tucumán, Juríes y Diaguitas. Son premier gouverneur fut Francisco de Aguirre installé à Santiago del Estero.
En 1591, le gouverneur du Tucumán, Juan Ramírez de Velasco (es), entreprit une grande expédition lors de laquelle il fonda le 20 mai la ville de Todos los Santos de la Nueva Rioja, actuellement connue comme La Rioja. Ceci dans le but d'établir une base solide pour combattre les indigènes.
En 1630 se produisit un soulèvement des indigènes diaguitas qui fut écrasé par le gouverneur Felipe de Albornoz.
En 1776, le Tucumán fut inclus dans la nouvelle Vice-royauté du Río de la Plata. Mais l'actuelle province de La Rioja resta au sein de l'intendance de San Miguel de Tucumán. Celle-ci fut supprimée en 1783 et remplacée par l'intendance de Córdoba del Tucumán qui incluait les provinces actuelles de Córdoba, San Luis, Mendoza, San Juan, La Rioja et une petite partie de la province actuelle de Santa Fe.
Un recensement ordonné en 1805 par le vice-roi Rafael de Sobremonte donna le chiffre de 9 887 habitants sur le territoire actuel de la province.
Pendant les guerres civiles argentines, La Rioja se détache de Tucumán. Elle est le fief du caudillo Juan Facundo Quiroga qui défie le pouvoir central et meurt assassiné en 1835.

## Géographie
La province de La Rioja est située au centre-ouest du pays, dans la région dite des Sierras pampéennes. Au nord-est, à la limite de la province de Catamarca, se trouve le volcan Monte Pissis, haut de 6 795 m, sommet le plus élevé de la province, et le troisième plus élevé du continent.
On distingue quatre zones géographiques différentes :
1. À l'ouest, la cordillère des Andes, dont les plus hauts sommets sont les volcans Monte Pissis, Cerro Bonete Chico (de 6 759 m) - quatrième plus haut sommet du continent américain (après l'Aconcagua, l'Ojos del Salado et le Monte Pissis) et troisième plus haut volcan du monde -, le Veladero (6 536 m), et le Cerro El Potro (de 5 879 m).
2. Un peu plus à l'est et parallèle à la précédente, se trouve la précordillère.
3. À l'est de la province se dressent des chaines de montagne dites mineures mais parfois impressionnantes, comme celles de Famatina, de Velasco, de los Llanos, de Malanzán, de Chepes ou de las Minas. À noter que dans la Sierra de Famatina, le point culminant (Cerro General Belgrano) atteint 6 250 mètres.
4. Au sud-est enfin, l'extrémité méridionale du Gran Chaco se termine dans les Salinas Grandes , le plus important et le plus vaste salar du pays.

Entre les Sierras de Famatina (à l'ouest) et de Velasco (à l'est), s'étend une vaste vallée longue de 200 km, orientée nord-sud, appelée Valle Antinaco-Los Colorados et centrée sur Chilecito, seconde ville de la province.
Au centre de cette large vallée déséchée, coule le río Mayuyana, rivière pérenne née de la fonte des glaciers et dotée de nombreux petits affluents.
Les pics les plus importants de la Sierra de Famatina sont le Cerro General Belgrano encore appelé Nevado de Famatina (6 250 m), le Negro Overo (6 050 m), l'Alto Blanco (5 510 m) et l'Indarguasy (5 392 m).
Du côté oriental de la Valle Antinaco-Los Colorados, l'altitude maximale de la Sierra de Velasco est atteinte au Pico El Cotao haut de 4 275 mètres (ce qui est bien plus élevé que les Pyrénées par exemple).

## Voies d'accès

### Voie routière

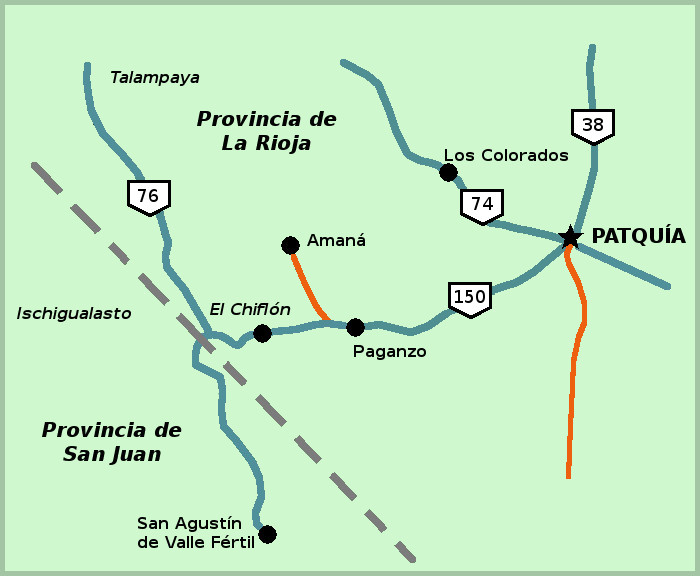
Patquía et les localités les plus proches.

La province est traversée dans sa partie orientale, du sud au nord, par la route nationale 38 qui relie Córdoba à Tucumán, via les villes de La Rioja et de Catamarca. À l'ouest, au pied des Andes, la route nationale 40 suit un trajet plus ou moins parallèle du sud au nord. Les deux grandes routes sont reliées par la route nationale 74 (es) qui va de Patquia (RN 38) à Chilecito (RN 40). 
Au nord-est de la province, la route nationale 60 venue de la province de Córdoba, croise les deux grandes voies nord-sud (RN 38 et RN 40) au niveau de la frontière avec la province de Catamarca, puis longeant cette frontière en direction du nord-ouest et, empruntant la superbe vallée du río Abaucán, traverse les Andes et aboutit au Chili voisin pour se terminer plus loin sur la côte de l'océan Pacifique.
Enfin, au départ de Patquia, on peut emprunter vers l'ouest la route nationale 150 puis la route nationale 76 pour accéder d'abord au Parc national Talampaya puis à la Réserve provinciale Laguna Brava, les deux "écosites" les plus connus de la province.
Le réseau routier de la province est construit de telle manière que depuis Patquia sur la RN 38, important nœud routier, on a accès à quasi toutes les zones d'intérêt touristique de la province.

### Voie aérienne
La capitale de la province est dotée de l'aéroport (Code IRJ/SANL) avec des vols vers et depuis Buenos Aires (11 vols hebdomadaires) et Catamarca. Il a une longueur de piste de 2,860 mètres, et fut inauguré en 1948. Il est situé à 6 kilomètres au nord-ouest de la ville de La Rioja. En 2017, on notait 102 356 passagers en hausse de 200 % par rapport à 2010.
La ville de Chilecito possède aussi un aéroport, l' Aeropuerto Brigadier Mayor Juan Facundo Quiroga (code OACI: SANO). La longueur de sa piste est de 2,100 mètres. Il est situé à une altitude de 950 m.

## Les villes
Il y a peu de villes importantes dans cette province très peu peuplée. Citons les suivantes (population en principe en 2010 entre parenthèses) :
- Le grand La Rioja (178 872 habitants en 2010).
- Chilecito (33 724 hab.) (agglomération : 53 247 hab.). La ville se trouve au centre du Valle Antinaco-Los Colorados, enserré entre deux imposantes chaines de montagne extra-andines, la sierra de Velasco, à l'est (4 300 m), et la sierra de Famatina (6 350 m) à l'ouest.
- Aimogasta (12 249 hab.)
- Chamical (12 919 hab.)
- Olta (7 161 hab. en 2001)
- Villa Unión (4 931 hab.)
- Famatina (2 466 hab.), située à 1 550 mètres d'altitude, entre la Sierra del Velasco et le cordon enneigé de Famatina. C'est un petit centre touristique. Mais fin août 2011, l'entreprise Osisko a conclu un accord avec les autorités et l'entreprise d'état provinciale Energía y Minerales Sociedad Del Estado (EMSE) pour la finalisation du Proyecto Famatina. Ce projet couvre pas moins de 40 km2 d'une zone riche en or[4],[5] avec une réserve probable de 8,97 millions d'onces d'or[6]. La région risquant d'être empoisonnée par cette entreprise très polluante, les habitants s'opposent énergiquement à son implantation.
- Patquía (1 808 hab.), nœud routier en croissance rapide, située à 68 km de La Rioja sur la route nationale 38, et est aussi le point de départ de la nouvelle route nationale 150, qui longe le 30e parallèle vers l'ouest en direction du Chili et du port de La Serena sur l'Océan Pacifique.

## Climat
Le climat est semi-aride, avec pénurie d'humidité et forte intensité du rayonnement solaire. Dans les zones basses, les étés sont très chauds et les hivers fort courts, mais avec des températures assez basses. Les précipitations très insuffisantes, dépassent rarement les 400 mm annuellement.
| Mois                     | jan. | fév. | mars | avril | mai  | juin | jui. | août | sep. | oct. | nov. | déc. | année |
| ------------------------ | ---- | ---- | ---- | ----- | ---- | ---- | ---- | ---- | ---- | ---- | ---- | ---- | ----- |
| Température moyenne (°C) | 27,4 | 25,9 | 23,4 | 19,8  | 15,5 | 11,1 | 10,9 | 14   | 17,8 | 22,5 | 25,4 | 27,2 | 20,1  |
| Précipitations (mm)      | 80,1 | 71,6 | 54,1 | 18,4  | 7,4  | 2,6  | 3,1  | 5,2  | 6,5  | 12,7 | 43,3 | 56,6 | 361,6 |

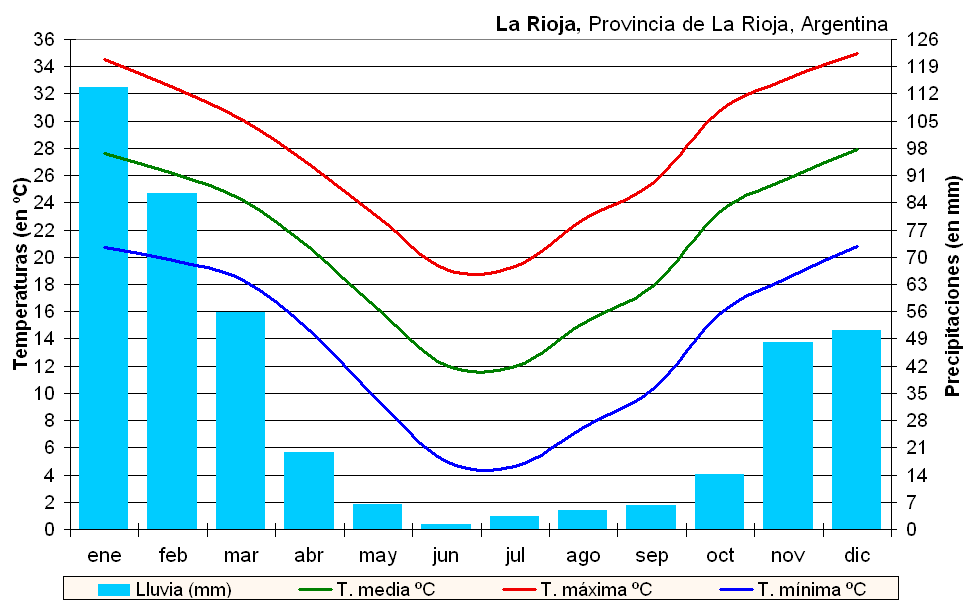
Climogramme de La Rioja.

À Chilecito, ville blottie au fond d'une vallée, les précipitations sont rares. La ville-oasis bénéficie heureusement de l'écoulement assez important venu des sierras qui l'enserrent.
| Mois                     | jan. | fév. | mars | avril | mai  | juin | jui. | août | sep. | oct. | nov. | déc. | année |
| ------------------------ | ---- | ---- | ---- | ----- | ---- | ---- | ---- | ---- | ---- | ---- | ---- | ---- | ----- |
| Température moyenne (°C) | 24,1 | 22,8 | 20   | 17,8  | 13,9 | 9,9  | 9,1  | 11,9 | 14,8 | 18,2 | 21,2 | 23,3 | 17,3  |
| Précipitations (mm)      | 45   | 31   | 32   | 9     | 5    | 6    | 5    | 4    | 4    | 5    | 21   | 22   | 189   |

À Chamical, petite ville du sud-est de la province, c'est le climat du Chaco sec qui est nettement présent, avec des précipitations estivales en principe assez honorables (décembre-mars), et une longue période de sécheresse hivernale.
| Mois                     | jan. | fév. | mars | avril | mai  | juin | jui. | août | sep. | oct. | nov. | déc. | année |
| ------------------------ | ---- | ---- | ---- | ----- | ---- | ---- | ---- | ---- | ---- | ---- | ---- | ---- | ----- |
| Température moyenne (°C) | 26,4 | 25,1 | 22,7 | 19,3  | 15,8 | 11,8 | 11,7 | 14,1 | 17,5 | 21,6 | 24   | 25,9 | 19,7  |
| Précipitations (mm)      | 94,1 | 79,3 | 67,7 | 18,4  | 7,1  | 2,6  | 4,8  | 4    | 12,4 | 22,2 | 57,4 | 78,6 | 448,8 |

## Ressources hydriques

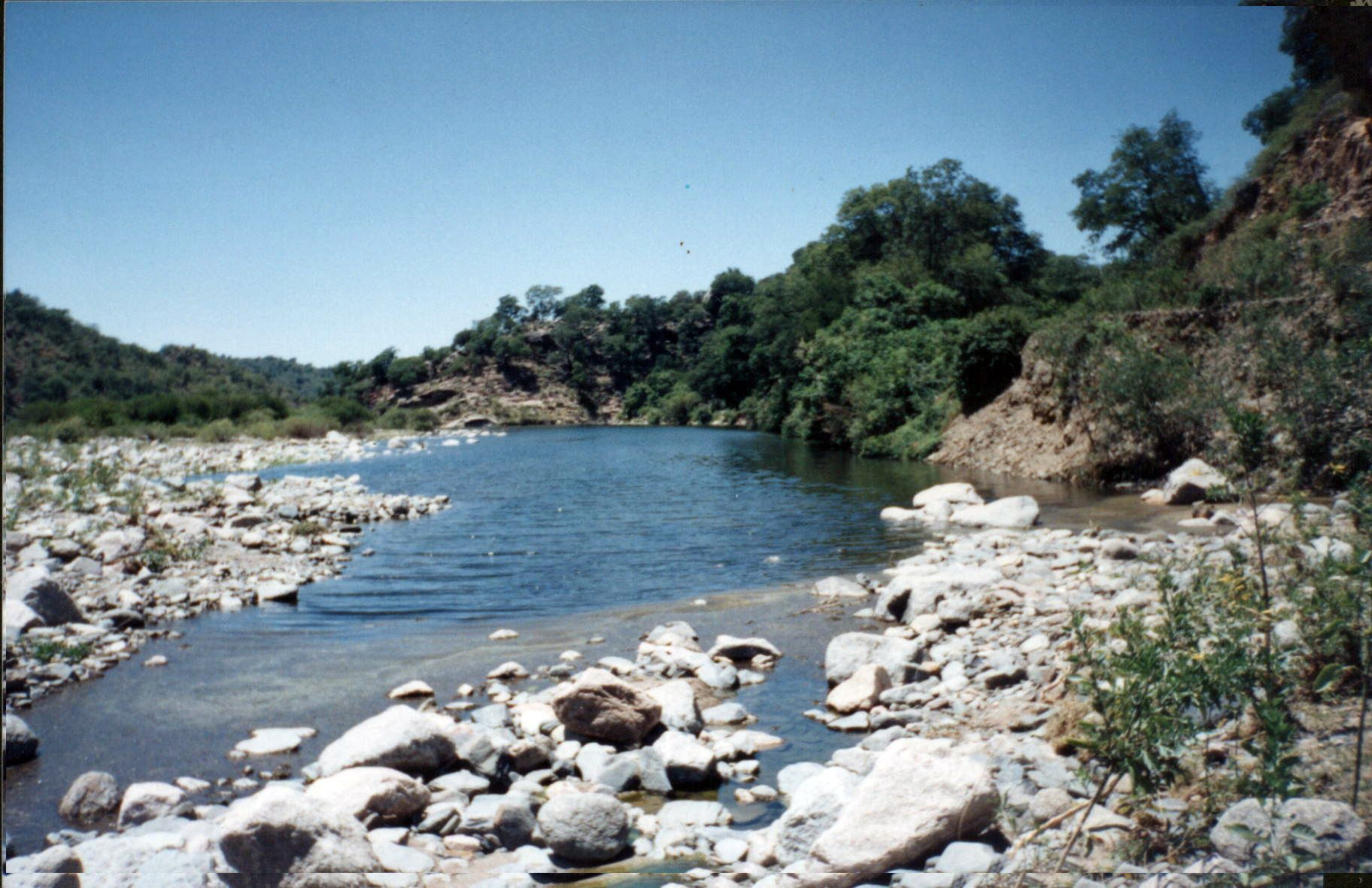
Le río Olta dont les eaux approvisionnent la capitale.

Les rivières de la province sont presque toutes temporaires et leur débit moyen est très faible : 
- le río Bermejo-Vinchina est le plus long río de la province. Il traverse la région de la pré-cordillère pour se diriger ensuite vers la province de San Juan.
- le Río Jáchal traverse la partie occidentale de la province, au sein des Andes.

Parmi les autres cours d'eau, il faut citer :
- le río Olta
- le río Famatina, affluent du Mayuyana.
- le río Durazno, également affluent du Mayuyana.

Ces deux derniers, bien alimentés par les neiges de la Sierra de Famatina, participent à l'irrigation des oasis de la longue vallée Antinaco-Los Colorados dans la partie centrale de la province, dont l'oasis de Chilecito.

## La flore
Selon l'altitude et les précipitations, la province est partagée entre les écorégions de la steppe des Andes du Sud, du désert du Monte  et du Gran Chaco. La végétation est de type xérophile. Dans la région orientale, un peu mieux arrosée, poussent l'algarrobo de l'espèce prosopis nigra, le schinus molle et polygamus, ainsi que le mistol (ziziphus mistol (en)).
Au centre de la province dans la vallée d'Antinaco-Los Colorados, autour de la ville de Chilecito, on peut trouver la Bulnesia retama (es), la Larrea cuneifolia (es) (Zigophyllaceae), la Parkinsonia praecox (es), le Prosopis torquata (es), la Senna aphylla (es), la Zuccagnia punctata (Fabaceae), l'Opuntia sulphurea (es), le Tephrocactus articulatus, l'Echinopsis leucantha (es), des Gymnocalycium (Cactaceae) et le Tricomaria usillo (es) (Malphigiaceae). Dans les zones alluviales, l'arbuste le plus abondant est l'Acacia furcatispina (es) (Fabaceae).
Au sud-est de la province dans la Sierra de los Llanos, la flore dominante est celle du Chaco  (domaine phytogéographique Chaqueño). Parmi les espèces dominantes on trouve des arbustes du genre Larrea, le piquillín (Condalia microphylla (es)), l'algarrobillo (Prosopidastrum globosum (es)), le chañar (Geoffroea decorticans), l'alpataco (Prosopis alpataco (es)), le tintitaco (Prosopis torquata (es)), également diverses cactacées. Là où il y a plus d'eau, on peut voir l'algarrobo blanco (Prosopis alba), l'algarrobo negro (Prosopis nigra), le tala (Celtis ehrenbergiana), différentes espèces du genre Schinus, et du genre Salix.

## La faune

### Mammifères
Dans la région semi-désertique occidentale, on peut voir le cerf andin, le chingue (Conepatus chinga), le tatou des Andes (Chaetophractus nationi), le puma andin (Puma concolor concolor), le cuy ou cochon d'Inde sauvages, la viscache des montagnes, le renard de Magellan, le Guanaco (lama Guanicoe) au pelage châtain, la vigogne (Vicugna vicugna), le lièvre de Patagonie, le pichiciego, un petit tatou d'habitudes souterraines.
Dans les régions sud-est de la province, appartenant au biome du Chaco sec, on retrouve notamment le cobaye halophile (Dolichotis salinicola), le puma concolor, la viscache des plaines (Lagostomus maximus), la moufette de Gibson (Conepatus chinga), l'Opossum à oreilles blanches (Didelphis albiventris), le daguet gris (Mazama gouazoubira), entre autres mammifères.

### Oiseaux
Comme partout en Argentine, les espèces d'oiseaux sont nombreuses dans la province. Il faut citer : la cariama de Burmeister, le moqueur de Patagonie (Mimus patagonicus). Les hautes parois rocheuses sont peuplées de différents rapaces, comme le condor des Andes, la Buse aguia, et le faucon pèlerin. Dans les arbustes et dans les étendues sableuses, on peut voir certaines espèces endémiques de l'Argentine, comme le tourco sable (Teledromas fuscus), le cardinal à dos noir (Pheucticus aureoventris), le synallaxe marron (Asthenes steinbachi), le cacholote à gorge blanche (Pseudoseisura gutturalis (es)). On trouve aussi des nandous ou suris (Rhea pennata).
Près des lagunes de la Cordillère telle la Laguna Brava, on trouve des oiseaux aux habitudes aquatiques comme l'ouette des Andes (Chloephaga melanoptera), le canard huppé (Lophonetta specularioides), la sarcelle tachetée (Anas flavirostris), le flamant des Andes ou parina grande (Phoenicoparrus andinus), le flamant de James ou parina chica (Phoenicoparrus jamesi) et la foulque cornue (Fulica cornuta). On y trouve également le pipit à plastron (Anthus furcatus), le synallaxe des rocailles (Asthenes modesta), le pic des rochers (Colaptes rupicola), la géositte à ailes rousses (Geositta rufipennis), le dormilon cendré (Muscisaxicola cinereus), le tinamou de Darwin (Nothura darwinii), le caracara montagnard (Phalcoboenus megalopterus), le phrygile à tête noire (Phrygilus atriceps), le phrygile petit-deuil (Phrygilus fruticeti), le tinamou quioula (Tinamotis pentlandii).
Dans la haute région andine, on peut observer le taurillon à bec jaune (Anairetes flavirostris), le pipit à plastron (Anthus furcatus), le synallaxe de d'Orbigny (Asthenes dorbignyi), le synallaxe des rocailles (Asthenes modesta), la cataménie terne (Catamenia inornata), le cinclode à ailes blanches (Cinclodes atacamensis), la géositte de la puna (Geositta punensis), la géositte à ailes rousses (Geositta rufipennis), le dormilon cendré (Muscisaxicola cinereus), le tinamou de Darwin (Nothura darwinii), le synallaxe à front rayé (Phacellodomus striaticeps), le phrygile à dos roux (Phrygilus dorsalis), le phrygile petit-deuil (Phrygilus fruticeti), le phrygile gris-de-plomb (Phrygilus unicolor), le rara du Paraguay (Phytotoma rutila).
Dans la partie sud-est de la province qui fait partie du Chaco sec on peut observer la buse aguia  (Geranoaetus melanoleucus), le fauconnet à ailes tachetées (Spiziapteryx circumcincta), l'l'upucerthie du Chaco (Tarphonomus certhioides), le synallaxe à bec court (Asthenes baeri), l'annumbi alouette (Coryphistera alaudina), le tourco huppé (Rhinocrypta lanceolata), la calandrite bergeronnette (Stigmatura budytoides), l'ada cendré (Knipolegus striaticeps), le lophospingue à huppe noire (Lophospingus pusillus), le chipiu à capuchon (Poospiza melanoleuca), le rara du Paraguay  (Phytotoma rutila) et le commandeur huppé (Gubernatrix cristata).

#### Avifaune des Salinas Grandes
Dans l'extrême sud-est de la province, au niveau des Salinas Grandes, on note la présence de nombreux oiseaux. On y trouve notamment la buse aguia (Geranoaetus melanoleucus), le fauconnet à ailes tachetées (Spiziapteryx circumcincta), le synallaxe à bec court (Asthenes baeri), l'ada cendré (Knipolegus striaticeps), l'annumbi alouette (Coryphistera alaudina), le tourco huppé (Rhinocrypta lanceolata), la calandrite bergeronnette (Stigmatura budytoides), le lophospingue à huppe noire (Lophospingus pusillus), le chipiu à capuchon (Poospiza melanoleuca), le chipiu cannelle (Poospiza ornata), le chipiu sanglé (Poospiza torquata), le saltatricule du Chaco (Saltatricula multicolor), le flamant du Chili (Phoenicopterus chilensis), le flamant des Andes (Phoenicopterus andinus), la buse couronnée (Harpyhaliaetus coronatus), le cinclode gris (Cinclodes comechingonus), le pépoaza de Salinas (Xolmis salinarum), le pépoaza traquet (Xolmis rubetra), le phrygile charbonnier (Phrygilus carbonarius).

### Reptiles
Parmi les différents reptiles, on observe la yarará chica (Bothrops neuwiedi), la yarará grande (Bothrops alternatus), la yarará ñata (Bothrops ammodytoides), le Philodryas trilineata appelé localement culebra de las conejeras. Sur le territoire de la province on trouve aussi le Boa constrictor occidentalis. Présent également et dangereux car très agressif, le crotale cascabelle austral (Crotalus durissus terrificus), le faux corail de rombos (Oxyrhopus rhombifer), le tégu rouge (Salvator rufescens), le tégu commun (Tupinambis teguixin) ainsi que rarement le lézard Cola Pinche Puneño (Phymaturus antofagastensis). Le serpent de corail Micrurus pyrrhocryptus quant à lui, possède un venin mortel, mais est peu agressif et les accidents sont fort rares.

### Amphibiens
Les amphibiens ne sont guère très nombreux dans cette province, la moins arrosée de toute l'Argentine. Citons plusieurs espèces de grenouilles, dont celles du genre Leptodactylus (Leptodactylus bufonius, Leptodactylus gracilis), le Physalaemus biligonigerus et le Telmatobius stephani, ainsi que les crapauds Rhinella schneideri et Rhinella arenarum.

## Divisions administratives

En vert, la région du Nouveau Cuyo

| No. | Département                  | Superf. (km2) | Popul. 2010 | Chef-lieu                  | Carte des départements |
| --- | ---------------------------- | ------------- | ----------- | -------------------------- | ---------------------- |
| 1   | Arauco                       | 1 992         | 15 418      | Aimogasta                  |                        |
| 2   | Capitale                     | 13 368        | 180 995     | La Rioja                   |                        |
| 3   | Castro Barros                | 1 420         | 4 268       | Aminga                     |                        |
| 4   | Chamical                     | 5 549         | 14 160      | Chamical                   |                        |
| 5   | Chilecito                    | 4 846         | 49 432      | Chilecito                  |                        |
| 6   | Coronel Felipe Varela        | 9 184         | 9 648       | Villa Unión                |                        |
| 7   | Famatina                     | 4 587         | 5 863       | Famatina                   |                        |
| 8   | General Ángel V. Peñaloza    | 3 106         | 3 073       | Tama                       |                        |
| 9   | General Belgrano             | 2 556         | 7 370       | Olta                       |                        |
| 10  | General Juan Facundo Quiroga | 2 585         | 4 108       | Malanzán                   |                        |
| 11  | General Lamadrid             | 6 179         | 1 734       | Villa Castelli             |                        |
| 12  | General Ocampo               | 2 135         | 7 145       | Villa Santa Rita de Catuna |                        |
| 13  | General San Martín           | 5 034         | 4 944       | Ulapes                     |                        |
| 14  | Independencia                | 7 120         | 2 427       | Patquia                    |                        |
| 15  | Rosario Vera Peñaloza        | 6 114         | 14 054      | Chepes                     |                        |
| 16  | San Blas de los Sauces       | 1 590         | 3 927       | San Blas                   |                        |
| 17  | Sanagasta                    | 1 711         | 2 345       | Villa Sanagasta            |                        |
| 18  | Vinchina                     | 11 711        | 2 731       | Villa San José de Vinchina |                        |
|     | Total province               | 89 680        | 331 847     | La Rioja                   |                        |

## Région du Nouveau Cuyo
Le 22 janvier 1988, les gouverneurs des provinces de La Rioja, Mendoza, San Juan et San Luis ont signé le Traité d'Intégration économique du Nuevo Cuyo.
Cet acte fait partie du processus de régionalisation en Argentine. Il est basé sur l'article 124 de la Constitution nationale.
Ce Traité d'Intégration économique du Nuevo Cuyo a donné naissance à une nouvelle région. Il a pour but de Fortifier l'intégration de la région en améliorant les moyens de communication et de transport, en promouvant l'offre de biens et de services régionaux, tant sur le plan national qu'international, et l'exécution d'entreprises productives et commerciales avec d'autres pays, spécialement les pays latino-américains.
L'organe de gouvernement de la région est constituée par l’Asamblea de Gobernadores (Assemblée des Gouverneurs), qui est l'instance de décision la plus élevée en ce qui concerne la fixation des règles pour l'intégration et la définition des politiques.
Il existe aussi un Comité Exécutif formé par les ministres de l'économie des provinces de San Juan et de Mendoza, et les ministres du Trésor et des travaux publics des provinces de La Rioja et de San Luis. Cet organe a pour mission de formuler les différentes propositions pour la prise de décision et l'exécution de ces décisions.

## Démographie
Avant 1895, la population provinciale a historiquement évolué comme suit :
- 1778: 9.699 hab.[12]
- 1783: 9.887 hab.[13]
- 1795: 14.231 hab.[14]
- 1814: 14.095 hab.[15]
- 1820: 18 000 à 20 000 hab.[16]
- 1847: environ 25.000 hab.[17]
- 1853: environ 30.000 hab.[17]
- 1869: 48.746 hab.[18]

Depuis 1895, la population de la province a continué à progresser comme suit :
|                      | 1895      | 1914      | 1947       | 1960       | 1970       | 1980       | 1991       | 2001       | 2010       |
| -------------------- | --------- | --------- | ---------- | ---------- | ---------- | ---------- | ---------- | ---------- | ---------- |
| Province de La Rioja | 69.502    | 79.754    | 110.746    | 128.220    | 136.237    | 164.217    | 220.729    | 289.983    | 331.847    |
| Total Argentine      | 4.044.911 | 7.903.662 | 15.893.811 | 20.013.793 | 23.364.431 | 27.949.480 | 32.615.528 | 36.260.130 | 40.091.359 |

D'après l'INDEC (Institut argentin des statistiques et des recensements), en 2010, la population était estimée à 331.847 habitants.
En 1895, il y avait 69.502 habitants qui peuplaient le territoire de la province soit plus de 1,6 % de la population du pays. Ce pourcentage tombait à moins de 1 % dès 1947 et à seulement 0,6 % en 1980. La croissance démographique a donc été fort inférieure à celle de l'ensemble de l'Argentine jusqu'aux années 1970-1980. Plus récemment, on remarque que la population de la province a augmenté de plus de 100 % entre 1980 et 2010, et a affiché ainsi durant cette période un rythme d'accroissement nettement supérieur à la moyenne du pays.
D'après les dernières évaluations de l 'INDEC (prévisions portant sur la période 2010-2040), il y aurait 383.220 habitants dans la province en 2018, c'est-à-dire une augmentation de l'ordre de plus de 6.000 personnes annuellement sur une période de huit ans, ce qui confirme la croissance rapide de la population observée ces dernières décennies depuis 1980, croissance nettement supérieure à celle de la totalité du pays.

### Évolution prévue jusque 2040
A l'horizon 2040, l'INDEC prévoit une population de 482.498 habitants, soit une augmentation de plus de 150.000 habitants en trente ans, soit plus de 45 % de hausse en 30 ans, rythme nettement supérieur à l'ensemble du pays (31 % en trente ans).
Résumé de l'évolution du chiffre de la population, selon les prévisions de l'INDEC, concernant les prochaines décennies jusque 2040 : 
|                      | 2001       | 2010       | 2020       | 2030       | 2040       |
| -------------------- | ---------- | ---------- | ---------- | ---------- | ---------- |
| Province de La Rioja | 289.983    | 331.847    | 393.531    | 442.067    | 482.498    |
| Total Argentine      | 36.260.130 | 40.091.359 | 45.376.763 | 49.407.265 | 52.778.477 |

## Économie

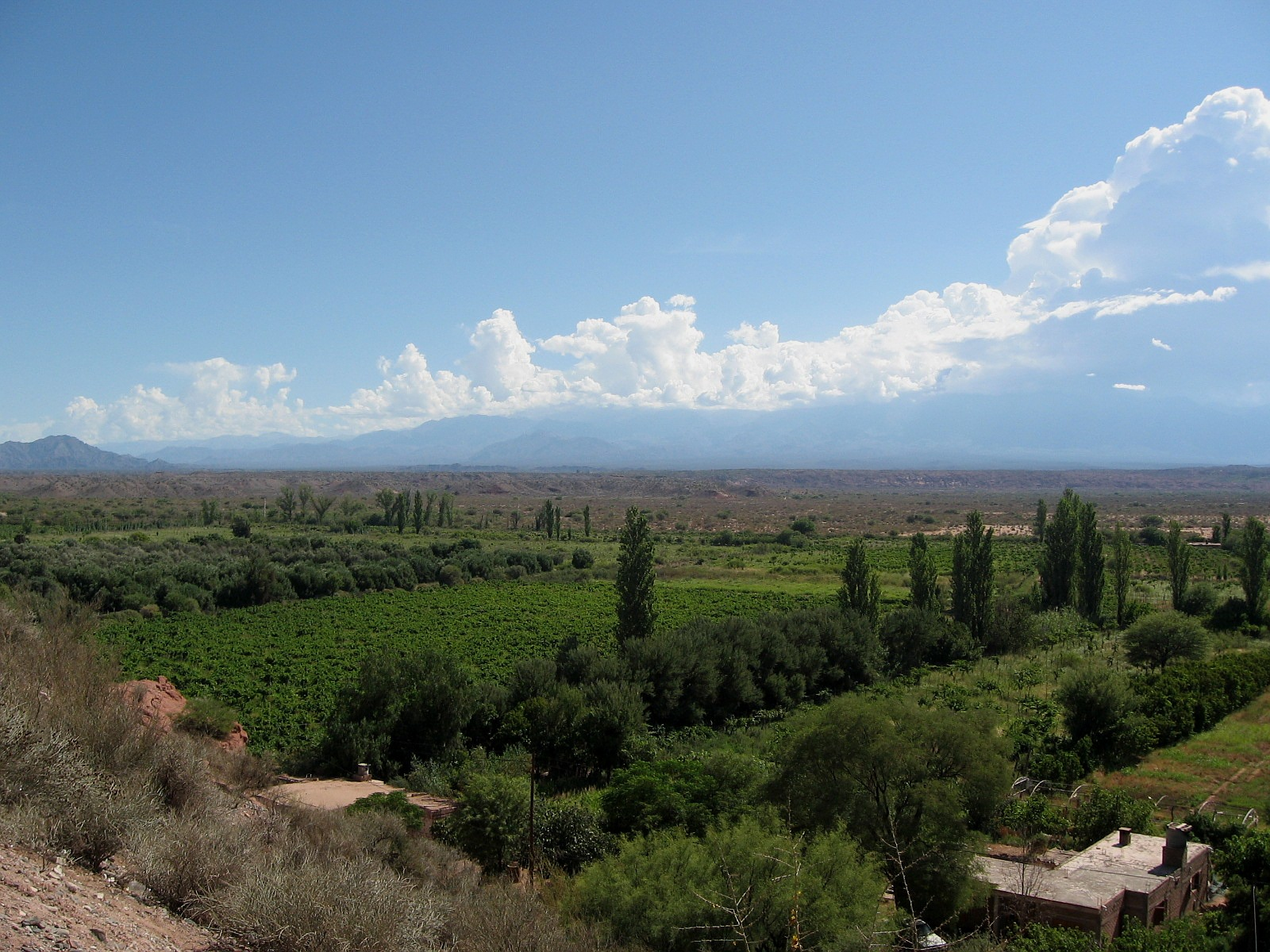
Vue des vignobles de Villa Unión, depuis un mirador

L'activité de la province est essentiellement agricole et minière (secteur primaire).

### Agriculture
L'agriculture de La Rioja (comme tout le reste et surtout les villes) dépend de quelques petites rivières et des oasis qui permettent l'irrigation. Le territoire cultivé ne dépasse pas 500 km2, sur un total provincial de 89 680 km2.
La vigne est la production principale, suivie par les noix et les olives. On y plante aussi du coton. Signalons de plus la jojoba dont l'Argentine est de loin le premier producteur mondial, ainsi qu'une série d'autres fruits (dont amandes et dattes)
L'activité principale de la province est la vigne, et sa production associée, le vin, spécialement dans la zone située aux alentours de Chilecito, avec une production de 8 millions de litres par an. On en produit en outre aux environs de Felipe Varela, Nonogasta, Villa San José de Vinchina, Villa Castelli, Castro Barros, San Blas de los Sauces, Anillaco, Famatina et Villa Sanagasta.
Le bétail bovin (250 000 têtes) et caprin (150 000 têtes) sont des activités secondaires, surtout pour les peaux et le cuir.

### Mines
L'argile représente l'activité minière principale, et de l'uranium est aussi extrait près de la localité d' El Colorado.

## Enseignement

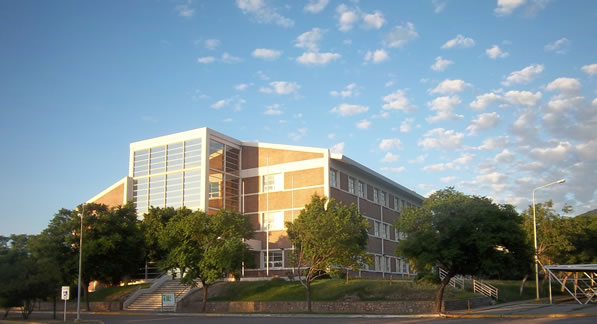
Siège principal de l' Universidad Nacional de La Rioja

L'Universidad Nacional de La Rioja (UNLaR) a son siège central situé dans la capitale provinciale. Elle possède aussi des sièges à Aimogasta, Chamical, Chepes et Villa Unión, à l'intérieur de la province, et compte en plus cinq Delegaciones Académicas situées à Villa Santa Rita de Catuna, Tama, Olta, Ulapes et Villa San José de Vinchina.
D'abord créée comme Universidad Provincial de la Rioja en 1972, elle fut promue au rang d' Universidad Nacional le 28 décembre 1993. Actuellement en 2018, elle compte plus ou moins 45 000 étudiants.
Depuis le 5 novembre 2003, l'Universidad Nacional de Chilecito (sigle UNdeC) existe également. En 2014 on y comptait 3 677 étudiants.

## Archéologie
Non loin de Villa San José de Vinchina, dans les Andes, dans une région très peu peuplée, on retrouve des vestiges laissés par une tribu Diaguita, les Capayans. L'origine étymologique de leur nom sont les deux mots CAPAC (ou vallée) et YAN (ou gens), ce qui donne CAPAYAN (gens de la vallée). Les Capayans pratiquaient intensément la poterie (vases à figures géométriques) et l'agriculture. Ils cultivaient le mais et élevaient des lamas. Ils opposèrent beaucoup de résistance aux envahisseurs espagnols, mais furent finalement vaincus et exilés. C'est ainsi que ces lieux sont aujourd'hui dépeuplés, et quasi inhabités.

## Tourisme

### Tourisme culturel
À part les gisements archéologiques assez nombreux de la province, dont nous avons parlé plus haut, il n'y a guère de grands chefs-d'œuvre de l'art colonial espagnol, si nombreux en d'autres provinces du nord et de l'ouest argentin. Même la cathédrale de la Rioja datant des années 1900, ne figure pas sur la liste des grands bâtiments culturels d'Argentine. Il y a cependant nombre de bâtisses, églises ou chapelles plus modestes, mais très pittoresques et susceptibles de séduire des touristes parmi les plus exigeants. Le seul problème dans cette province montagneuse et très peu peuplée est d'y accéder.
- Les touristes visitant La Rioja vont habituellement aussi à Cerro de La Cruz, aux thermes de Santa Teresita avec ses bains chauds, et au village de Villa Sanagasta.

- Il faut aussi citer Nonogasta, dans la vallée du río Grande ou río de los Sauces. On y voit le funiculaire de Chilecito, appelé Cablecarril de Mina La Mejicana ainsi que les fonderies de minerais, créées au début du XVIIIe siècle et en activité jusque 1907.

### Tourisme écologique
- Le parc national Talampaya qui, grâce à ses impressionnants paysages et à sa richesse paléontologique, a été inclus dans le Patrimoine de l'Humanité par l'UNESCO. On peut y accéder depuis la localité de Villa Unión.
- La réserve provinciale Laguna Brava est un site protégé situé dans les Andes, dans la partie occidentale de la province. Actuellement, en 2006, la route nationale 76 est en voie d'achèvement et permet déjà d'y accéder facilement. Elle est renommée pour sa population de flamants et a été déclarée Site Ramsar. Elle offre aussi des vues superbes et une voie d'accès vers certains volcans géants des Andes. Elle fut appelée initialement Reserva Provincial de Vicuñas (vigognes) y de Protección de Ecosistemas de Laguna Brava.
- Le parc provincial El Chiflón (es), près de Patquia, est riche en découvertes archéologiques fort diversifiées. Mortiers de pierre, pétroglyphes et surtout une forteresse (pucará) situé à 1,100 m d'altitude, d'une superficie de 4.000 m2[25].

- Les Salinas Grandes constituent un des plus vastes déserts de sel de la planète. L'immensité des lieux, entourés de montagnes, est vraiment fascinante[non neutre].

### Détente
- La ville d'Olta au centre-est de la province, se situe au pied de la Sierra de los Llanos, dans une steppe aride. La ville est devenue un centre touristique bien équipé. Non loin se trouve le lac de barrage du río Olta. On accède facilement à la ville située sur la RN 38.
- Et puis il y a également la gastronomie et les vins. En ce qui concerne ceux-ci, on doit souligner la ville de Chilecito, au pied du massif majestueux de Famatina.